# Garabandáli jelenés
Garabandal
San Sebastian de Garabandal Spanyolország északnyugati részén a Cantabria-i hegyekben található. A hetven kőházból álló falunak mindössze 300 lakosa volt (2008-ban 107). A tenger 20 kilométerre van. A jelenések időszakában egy köves kanyargó veszélyes út vezetett fel az öt kilométerre fekvő Cosioból. A püspöki székhelytől Sananderstől 81 kilométerre fekszik.
Látnokok
- Mari Gonzales Cruz (1950 június 21) 11 éves
- Jacinta Gonzales (1949 április 27) 12 éves
- Conchita Gonzales (1949 február 7) 12 éves
- Mari Loli Mazon (1949 május 1 - 2009 április 20) 12 éves

Garabandáli jelenés, négy fiatal spanyol parasztlánynak jelent meg a Szűz Mária 1961 és 1965 között egy északnyugati spanyol faluban San Sebastian de Garabandalban.

## A jelenések története
- 1961 június 18 este fél kilenc. A község déli határában négy lány mennydörgést hall és egy fényes angyal jelenik meg először Conchitának, majd a többi lánynak. Az angyal nyolcszor jelent meg nekik még júniusban, de csak július 3-án szólalt meg először. Ezt mondta: "Tudjátok miért jöttem? Hogy bejelentsem nektek, hogy holnap vasárnap, a Szűzanya fog nektek megjelenni, mint a kármelhegyi Miasszonyunk."
- 1961 július 4-én az első üzenet hangzik el a Szűzanyától.
- 1961 augusztus 8-áról Conchita a naplójában megemlékezik arról, hogy Maria Cruz a templomban elragadtatásban volt, a Szűzanya imádkozni tanította: "A Boldogságos Szűzzel először nagyon lassan kezdte mondani a Hitvallást. Mária Cruz elmondta akkor, hogy a Szűzanya átvette a szót, és előre mondta az imát, azért hogy megtanítsa őt lassan imádkozni. A Hitvallás után az Üdvözlégy mennyek Királynéját, és a keresztvetést végeztette el vele, igen lassan és pontosan." Az imádkozásról hangfelvételek készültek. A későbbi imák jellegzetessége között voltak, hogy minden szót igen lassan mondtak, és két, illetve három szónál szünetet tartottak.
- 1965 január 1 A második üzenet napjának bejelentése.
- 1965 június 18 Második üzenet.

## Jóslatok
- Első: Az egész emberiséget átható figyelmeztetés lesz, bárhol is tartózkodjanak.
- Második: Egy csoda lesz látható Garabandalban, a fenyők fölött. A Nagy Csodát nyolc nappal előtte bejelentik. Conchitának magánkinyilatkoztatásban kapott üzenete szerint betegek fognak meggyógyulni és hitetlenek fognak megtérni. Vissza fogja kapni látását Joey Lomangino. (Evvel kapcsolatban amikor Padre Piónál gyónt meg Lomangino rögtön visszanyerte elveszett szaglását, és amikor megkérdezte mit tehetne a látásáért, akkor Pio atya azt mondta a testi látását nem tudja visszaadni, de a lelkit igen).[1] 2014 június 18-án azonban elhunyt Lomangino, különös, hogy a jelenés kezdetének 53. évfordulójának napján történt a haláleset.[2]
- Harmadik: A Szent Szűz látható bizonyítéka lesz, mely az egész emberiség iránti szeretetének jele lesz. Ez a jel állandóan látható lesz.
- Negyedik: Egy fenyítés. Ha hallgatnak a Miasszonyunkra akkor elmarad. Ha nem, eddig nem tapasztalt isteni büntetésben lesz része az emberiségnek.

## Fényképek, videók
A jelenések hatásait több filmfelvétel őrzi. A felvételek gyermekeket mutatnak akik hosszan egy irányba néznek magasra. Az egyik ilyen felvételen az látható, hogy két gyermek egy fenyőfát néznek középmagasan, és kezükkel egy máshol nem alkalmazott keresztvetést tesznek az arcukon és testükön, karjukat szinkronban mozgatva. Egy másik felvételen egy lány nyaktörően folyamatosan felfelé nézve előre- , majd hátrafelé megy, kezében egy kereszt, melyet csókra emel a körülötte állóknak úgy, hogy közben egy pillanatra sem fordul el a feje, folyamatosan a feje fölé néz. A fényképeken többnyire felfelé néző gyerekeket lehet látni. Az egyik felvételen, - melyet később kinagyítottak - egy nyitott szájat lehet látni, állítva hogy a szájban az áldozáshoz használt ostya van.

## Egyházi álláspont

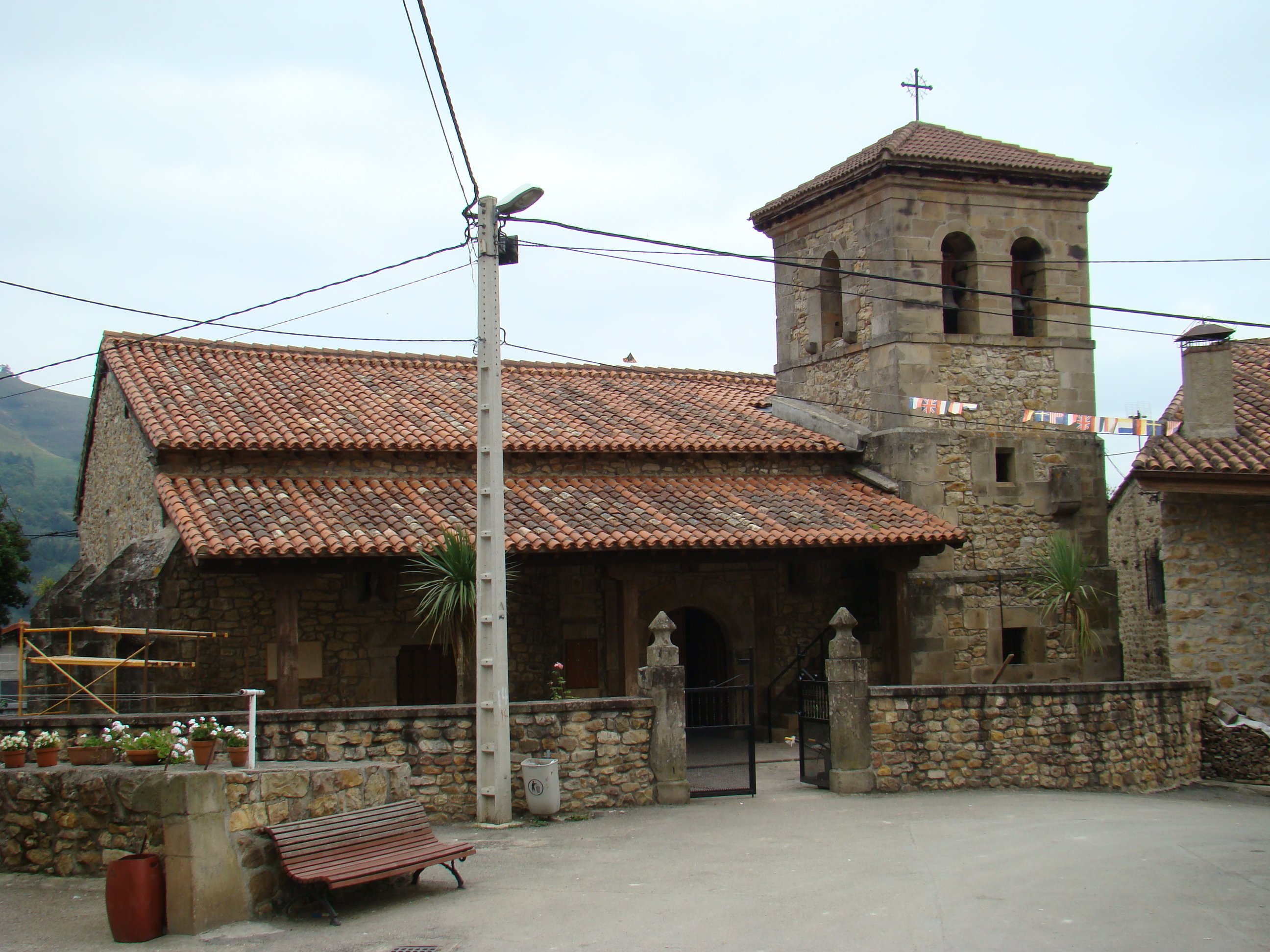
A Szent Sebestyén templom San Sebastian de Garabandal faluban 2008-ban.

- 1965 július 8-án Sananders püspöke Eugenio Beitia püspök elutasította a jelenések természetfeletti jellegét. Azonban hangsúlyozta a jelenések tartalmi üzenetei és az Egyházi tanítással ellenkező cselekedeteket, vagy közölt üzeneteket nem találtak. Az Egyház nem foglal állást mindaddig amíg nem történik valami olyan ami alátámasztja az üzenetekben állítottakat.
- Figyelemre méltó, hogy Conchitát a pápa kihallgatáson fogadta, és megáldotta 1966 januárjában: "megáldalak, és velem együtt az egész Egyház megáld téged".
- Zsoltárok könyvében ez áll: "Gyermekek és csecsemők szája által is építed hatalmadat ellenfeleiddel szemben, hogy elnémítsd az ellenséget és a bosszúállót." (Zsolt. 8.3)

## Garabandal emlékezete
Az üzenetek dokumentálása és terjesztését a Saint Michels Garabandal Center kaliforniai központja végzi. 2011-ben nyolc nyelvre lefordították a honlapjukat, az angolon kívül, spanyol, olasz, francia, orosz, német, koreai, Fülöp-szigeteki és magyar nyelveken. Az Amerikai Egyesült Államokban egy magyar származású szaktekintélyre hivatkoznak, aki ismert Mária-jelenésekkel foglalkozó szakember, Pelletier József, aki Garabandalról és Fatimáról sokat írt.